# Симоне, Себастиан
Себастиан Симоне (исп. Sebastián Simonet; род. 12 мая 1986, Висенте-Лопес) — аргентинский гандболист, выступает за испанский клуб «Адемар Леон» и сборную Аргентины.

## Карьера

#### Клубная
Себастиан Симоне начинал профессиональную карьеру в Аргентине. В 2005 году, Себастиан Симоне переходит в испанский клуб Хувентуд Депортиво Аррате, где проводит один сезон. С 2006 года Себастиан Симоне выступает за Торревьеха. В 2011 году Себастиан Симоне и его брат Диего переходит в французский клуб Иври. С сезона 2016/17 Себастиан Симоне выступает за испанский клуб Адемар Леон

#### В сборной
Себастиан Симоне играет за сборную Аргентину. За сборную Аргентины, Себастиан Симоне  сыграл 81 матча и забил 345 гола. Участвовал на летних Олимпийских играх 2012  и летних Олимпийских играх 2016.

## Награды
- Кубок французской лиги: 2014, 2016
- Кубок Франции: 2016
- Лучший плеймейкер панамериканского чемпионата: 2016
- Победитель Панамериканских игр по гандболу: 2011

## Личная жизнь
У Себастиана Симоне есть 2 брата, Диего и Пабло, также профессиональные гандболисты. Диего Симоне выступает за французский клуб Монпелье, а Пабло Симоне выступает за испанский клуб Бенидорм.

## Статистика
| Сезон               | Клуб  | Лига           | Матчи | Голы | 7-метр | Голы |
| ------------------- | ----- | -------------- | ----- | ---- | ------ | ---- |
| 2011/12             | Иври  | LNH Division 1 | 26    | 68   | 1      | 67   |
| 2012/13             | Иври  | LNH Division 1 | 25    | 66   | 0      | 66   |
| 2013/14             | Иври  | LNH Division 1 | 26    | 72   | 5      | 67   |
| 2015/16             | Иври  | LNH Division 1 | 22    | 49   | 0      | 49   |
| 2011–2014 2015-2016 | Итого | LNH Division 1 | 99    | 255  | 6      | 249  |